# Phil Simmons
Phil Simmons (Londres, 6 de febrero de 1975) es un deportista británico que compitió en remo. Ganó una medalla de bronce en el Campeonato Mundial de Remo de 2003, en la prueba de ocho con timonel.

## Palmarés internacional
| Campeonato Mundial | Campeonato Mundial | Campeonato Mundial | Campeonato Mundial |
| Año                | Lugar              | Medalla            | Prueba             |
| ------------------ | ------------------ | ------------------ | ------------------ |
| 2003               | Milán (Italia)     | Medalla de bronce  | Ocho con timonel   |